# Ribeira de Muge
A Ribeira de Muge, também conhecida como Rio Mugem, é uma ribeira portuguesa que nasce no município de Abrantes e atravessa os municípios da Chamusca, Almeirim e Salvaterra de Magos, e vai desaguar no rio Tejo.
A Ribeira de Muge nasce à cota 207 perto do lugar de Água Travessa, no concelho de Abrantes e desagua no rio Tejo a montante da aldeia avieira do Escaroupim, no concelho de Salvaterra de Magos. 
A Ribeira de Muge desenvolve-se ao longo de 68 km e tem como principais afluentes a ribeira da Lamarosa, ribeira da Calha do Grou, ribeira do Chouto e a ribeira do Rosmaninhal. 
Entre outras localidades, esta ribeira passa em Água Travessa, Estação, Foz, Murta, Marianos, Paço dos Negros, Raposa, Foro de Biscais e Muge.
1. ↑  Fonte: Ecos de Salvaterra
2. ↑  Infopédia. «Artigo de apoio Infopédia - Ribeira de Muge». Infopédia - Dicionários Porto Editora. Consultado em 9 de março de 2019